# 黎冰鸿
黎冰鸿（1913年9月—1986年8月15日），原名黎炳康，原籍广东东莞，生于越南鸿基，中华人民共和国画家、美术教育家。

## 生平
早年深受曾留学法国的越南画家阮有悦的影响。1931年，来到香港师从李铁夫。抗日战争时期，曾从事抗日宣传。1946年，来到苏北解放区的华中建设大学担任教授。
中华人民共和国时期，黎冰鸿历任中国人民解放军上海市军事管制委员会文艺处美术干事，《华东画报》记者及制片室负责人。1953年10月调到杭州，任中央美术学院华东分院中央美术学院华东分院（1958年更名浙江美术学院，1993年更名中国美术学院）教授，是研究生班指导教师。1954年，任中央美术学院华东分院油画科主任。1955年3月，参与创建中央美术学院华东分院油画系，任油画系主任。1956年，任中央美术学院华东分院副院长、院党委委员兼油画系主任。1962年10月，到浙江美术学院油画系第三工作室工作。1963年，任浙江美术学院学术委员会副主任委员。
1966年文化大革命爆发后，黎冰鸿被打成“走资派”，撤销一切职务，关进牛棚，被迫停止创作，许多作品被毁。1971年，恢复教学工作。1978年8月，指导了该学院建院后首批油画系研究生。1979年2月，出席全国艺术教育会议。1979年3月，恢复浙江美术学院副院长、党委委员的职务。1979年6月，任浙江美术学院学术委员会副主任。1981年，浙江美术学院油画系开展工作室教学，黎冰鸿任油画系第三工作室主持人。1984年，任浙江美术学院艺术咨询委员会主任。他是中国美术家协会理事、中国美术家协会浙江分会副主席。
黎冰鸿主要创作油画、写生、连环画；题材主要有：历史题材、人物、风景。早期油画多为主体性创作。中期以革命历史及阶级斗争题材为主，并且有部分人物画。1954年曾访问保加利亚，画有一批油画写生。晚年开始创作反映江南水乡、北国风光的风景画，画风恬淡。
1986年8月，黎冰鸿逝世。

## 作品
美术代表作品有：
- 《八一起义》（1977年为南昌八一起义纪念馆创作）[6]
- 《南昌起义》（两幅，1959年为中国革命博物馆创作，1960年为中国人民革命军事博物馆创作）[6]
- 《我们为正义而战》
- 《水电站发电了》
- 《天池》
- 《黄昏出击》
- 《版纳艳阳》[4]

电影作品有：
- 1936年电影《傻侦探》（演员）
- 1939年电影《银海鸳鸯》（美术设计）[3]

## 家庭
- 夫人张天虹（1925年－2022年9月25日），广西北海人，曾是新四军华中鲁艺文工团成员。1949年与黎冰鸿结婚，随军进入上海，曾担任上海乐团党支部副书记[7]。